# Frederika Brepoels
Frederika Brepoels (n. 7 mai 1955, Bilzen, Flandra, Belgia) este un om politic belgian, membru al Parlamentului European în perioada 2004-2009 din partea Belgiei.
1. ↑  Deputații în Parlamentul European